# 三品彰英
三品 彰英（みしな あきひで、みしな しょうえい、1902年7月5日 - 1971年12月19日）は、日本の歴史学者、神話学者。海軍教授、大谷大学教授、同志社大学教授、大阪市立博物館館長、佛教大学教授などを歴任。

## 経歴
1928年、京都帝国大学文学部史学科を卒業。戦前は、智山大学講師、京都帝国大学講師、海軍教授などを務めた。
戦後の1945年、海軍教授を退職して大谷大学講師となり、1946年に同教授、1955年から同志社大学教授を1960年まで務める。退職後は大阪市立博物館館長・佛教大学教授など歴任。朝鮮古代史で著名な東北大学名誉教授の井上秀雄などを指導したほかに、1960年から日本書紀研究会を主宰するなどして関西の日本古代史研究者を多く育てた。

## 評価
1920年代から1930年代頃に発展したアメリカ民俗学での知見を取り入れ、それまで史料学の分野であった考古学に、自然人類学（民俗学）、文化人類学（社会人類学）な視点を加えて、日本や朝鮮での古代神話を比較し、比較神話学などにおいて業績を残した。特に建国神話における日本と周辺諸国の神話や伝説の考察では、例えば辰国は史書の編纂者による創出であり歴史的実在は疑問だ、と説くなど、文献上の矛盾を指摘し、先駆的だとして高い評価を得ている。
一方で、戦後の韓国の研究者からは、朝鮮史が黎明期から外国勢力の支配下で成り立っていただけではなく、朝鮮史の全過程を通じて外国勢力の支配に貫かれており、朝鮮史の対外関係だけでなく、朝鮮国内の政治・文化の諸情況も外国勢力が支配するようになり、朝鮮史全体が外国勢力への依存的・事大的なものであり、ひいては朝鮮人の民族性までが事大的・依他的・依頼的な性格になったという植民史観を主張した研究者として、指弾されている。
『朝鮮史概説』（弘文堂書房、1940年）の序説では、「朝鮮史の他律性」という題を付け、朝鮮史の性格を付随性・周辺性・多隣性として、朝鮮史を規定する最大の要因は、朝鮮半島という地理にあり、アジア大陸に付随する半島は、政治的・文化的にも大陸で起きた変動の影響を受け、周辺に位置することにより本流から離れてしまう半島の付随性を主張し、「このように周辺的であると同時に多隣的であった朝鮮半島の歴史においてこの2つの反対作用が、時には同時に時には単独で働き、複雑極まりない様相をもたらした。東洋史の本流から離れているのに、いつも1つ或いはそれ以上の諸勢力の影響が輻輳的に及んだり、時には2つ以上の勢力の争いに苦しめられたり、時には1つの圧倒的な勢力に支配されたりした」として朝鮮史の多隣性を指摘し、朝鮮では政治文化で弁証法的な歴史発展の足跡が甚だしく欠乏してしまい半島的性格を持つ朝鮮は、古くから中国の典礼主義的・主知主義的な支配を受け、理想的な蕃夷として褒めたたえられ、次は満洲・モンゴルの征服主義的・主意主義的な侵略を受けたが、それは「政治と分化を伴わない力だけの征服」であり、この半島的性格は事大主義という朝鮮史の性格の形成につながり、「絶対的存在とされた国の勢力に従い、その権威の下で藩属になり、依存主義によって国の維持を図ったこと」を規定した。
朝鮮史における事大主義は、親明派・従清派・親日派・親露派などを生み、政治文化では宗主国を模倣する他律的な歴史が展開するしかなく、事大主義的・他律主義的な歴史を展開してきた朝鮮が、日本の情に抱かれることで、他律主義的な朝鮮史が克服できるとする論旨になっている、などの批判がある。
李基白（朝鮮語: 이기백、西江大学）は、三品彰英の「地理的決定論（半島的性格論）」は「決して学問という名に値するような性質のものでない」と述べており、李基白は、満洲を占領することができたか或いは占領することができなかったかという領土の歴史ではなく、人間の歴史に視点を変えなければならないと主張しており、「地理的決定論（半島的性格論）」ということ自体が出鱈目であるからそれを受け入れた反論もまた出鱈目にならざるを得ないとして、「広い国土を開拓した軍事大国こそが偉大な国家であるという古い歴史観から脱しなければならない。私たちの目を民族内部に向けなければならない。民族内部の矛盾を改革して、歴史を前進させる努力が歴史的に高く評価されるようにしなければならない。そうすることで、偉大な民族、偉大な国家を成し遂げることができる精神的土台を築くことができる」と述べている。一方、李基白は、疑似歴史家は「地理的決定論（半島的性格論）」に対する反論として、朝鮮民族はもともと満洲という大陸を占めていたと主張するが、一見もっともらしくみえるが、日本が掘った落とし穴に陥る道であり、何故なら「地理的決定論（半島的性格論）」自体は正しいと認めているからであり、これに従えば、満洲を喪失した高麗、李氏朝鮮、大韓民国は永遠に中国大陸と海洋勢力に振り回されなければならないという結論に至り、このため、満洲は朝鮮の領土だという無茶な主張が登場するベースになりかねないと批判している。
批判に対しては、『三国史記』も翻訳している井上秀雄が「要求の正当さや強烈さに負けて、迎合的な応えをするのは、はるかに大きな害毒を社会に流すのではないか」と述べ、室谷克実もこれらを皇国史観への過剰反応とみて「隣国との関係史は、隣国を知る上でも、自国を知る上でも重要だ。それが、大声を出す暴力的な集団の圧力や、隣国との政治的妥協や配慮、あるいは研究者の個人的（自虐）嗜好などによって歪められることがあってはならないのだ」と述べている。

## 著書
- 『建国神話論考』目黒書店、1937年
- 『朝鮮史概説』弘文堂書房、1940年
- 『新羅花郎の研究』三省堂、1943年
- 『日鮮神話伝説の研究』柳原書店、1943年
- 『蓮如上人伝序説』永田文昌堂、1948年
- 『神話と文化領域』大八洲出版、1948年
- 『要解日本歴史辞典』創元社、1953年
- 『日本史』平安文庫、1953年
- 『中山悦治翁伝』中山悦治翁伝編纂委員会、1954年
- 『北鮮と南鮮』ハーバード・燕京・同志社東方文化講座委員会、1957年
- 『日本書紀朝鮮関係記事考証　上』吉川弘文館、1962年
- 『三品彰英論文集』全6冊　平凡社、1970年〜
- 『三国遺事考証』全5冊　塙書房、1975年〜
- 『日本書紀朝鮮関係記事考証　下』天山社、2002年

## 関連書籍
- 山田仁史「環太平洋の日本神話　一三〇年の研究史」、丸山顕徳編 『古事記 - 環太平洋の日本神話』勉誠出版、6-24頁 (2012)